# إحصائية الابتكار الاجتماعي
إحصائيات الابتكار الاجتماعي (CIS) هي سلسلة من الدراسات الاستقصائية التي تنفذها المكاتب الإحصائية الوطنية في جميع أنحاء الاتحاد الأوروبي وفي النرويج وأيسلندا. وقد تم تصميم هذه الإحصائيات المنسقة لتقديم معلومات حول الابتكار في القطاعات والمناطق المختلفة. و يتم استخدام البيانات المستقاة من هذه الاستطلاعات في لوحة النتائج السنوية الأوروبية للابتكار وللبحث الأكاديمي حول الابتكار، مع أكثر من 200 ورقة تستخدم بيانات هذه الإحصائيات المنشورة.

## الدراسات الإحصائية
و في الثمانينات، تم إجراء سلسلة من الدراسات الاستقصائية الفردية حول الابتكار. و بناءً على ذلك، قررت الدول الأعضاء في الاتحاد الأوروبي تنسيق جهودها، ووضعوا منهجية مشتركة لأبحاث الابتكار في دليل أوسلو.
و تم إجراء استطلاعات CIS التالية:
- - إحصائية الابتكار الاجتماعي 1 عام 1992 - إحصائية الابتكار الاجتماعي 2 عام 1996 - إحصائية الابتكار الاجتماعي عام 2001 - إحصائية الابتكار الاجتماعي 4 للفترة ما بين 2002-2004 - إحصائية الابتكار الاجتماعي 2006 للفترة ما بين 2004-2006 - إحصائية الابتكار الاجتماعي عام 2008 - إحصائية الابتكار الاجتماعي عام 2010 - إحصائية الابتكار الاجتماعي عام 2012[2]

وقد واجهت إحصائية الابتكار الاجتماعي ( CIS1 ) بعض الصعوبات، ويعود ذلك إلى عدم وجود معايير  في ذلك الوقت، وبسبب الإطار الزمني المحدود نوعا ما. ومع ذلك، فقد قامت بالفعل بمحاولة أولى للتجانس، بالمقارنة مع استطلاعات أخرى خارج الاتحاد الأوروبي. ومن هذا المنطلق، كان ذلك خطوة مهمة نحو إحصائية الابتكار الاجتماعي الثانية ( CIS2 )، على الرغم من أن كلا الإحصائيتين أظهرتا أن عددًا كبيرًا من الشركات تُعدّ «مبتكرة» بسبب تعاريفها السخية. وقد أولت الدراسات الاستقصائية الحديثة مزيدًا من الاهتمام للابتكارات في مجال الخدمة، وستشمل الاستطلاعات المستقبلية أيضًا تقنيات الإدارة، والتغيير التنظيمي، وقضايا التصميم والتسويق.

## المنهجية
وقد واجهت إحصائية الابتكار الاجتماعي ( CIS1 ) بعض الصعوبات، ويعود ذلك إلى عدم وجود معايير  في ذلك الوقت، وبسبب الإطار الزمني المحدود نوعا ما. ومع ذلك، فقد قامت بالفعل بمحاولة أولى للتجانس، بالمقارنة مع استطلاعات أخرى خارج الاتحاد الأوروبي. ومن هذا المنطلق، كان ذلك خطوة مهمة نحو إحصائية الابتكار الاجتماعي الثانية ( CIS2 )، على الرغم من أن كلا الإحصائيتين أظهرتا أن عددًا كبيرًا من الشركات تُعدّ «مبتكرة» بسبب تعاريفها السخية. وقد أولت الدراسات الاستقصائية الحديثة مزيدًا من الاهتمام للابتكارات في مجال الخدمة، وستشمل الاستطلاعات المستقبلية أيضًا تقنيات الإدارة، والتغيير التنظيمي، وقضايا التصميم والتسويق.
و تجري المكاتب الإحصائية الوطنية الاستطلاع وفقًا لتعريفات الاتحاد الأوروبي لدليل أوسلو. اذ يؤخذ عادة نموذج من جميع المؤسسات، ويُقسّم النموذج حسب القطاع وحجم المنشأة وربما المنطقة. وبالنسبة لحجم الفئات، يتم تحديد جزء من جميع المؤسسات أسفل حد حجم معين، ولكن في معظم الدول تتلقى جميع المؤسسات الكبيرة استبيانًا. و يتم إجراء الإستطلاع على مستوى المؤسسة. و الشركات التي تنظم أنشطتها التجارية في وحدات منفصلة محددة قانونياً يمكن بالتالي أخذ نماذج منها عدة مرات.
و تعد إحصائيات الابتكار الاجتماعي هي مصدر البيانات الرئيسي لقياس الابتكار في أوروبا. اذ يتم نشر البيانات المجمّعة على صفحة المكتب الإحصائي للاتحاد الأوروبي على الإنترنت ضمن بيانات إحصائية الابتكار الاجتماعي (CIS). و تغطي الجداول المعلومات الأساسية للمؤسسة، من ناحية ابتكار المنتجات والعمليات، ونشاط الابتكار والإنفاق، وآثار الابتكار، والتعاون في مجال الابتكار، والاكتشاف العام للابتكار، ومصدر المعلومات لبراءات الاختراع، وما إلى ذلك.
و يمكن للباحثين الوصول إلى نتائج مجموعات البيانات الدقيقة عن طريق مركز  ( SAFE ) في مقر المكتب الإحصائي للاتحاد الأوروبي في لوكسمبورغ أو البيانات الجزئية مجهولة المصدر عبر الأقراص المدمجة ؛ و توفر بعض الدول أيضًا إمكانية الوصول إلى بياناتها الدقيقة في مراكز آمنة كهذا المركز. ويوفر المكتب الإحصائي أيضًا الوصول إلى مجموعة البيانات على مستوى الاتحاد الأوروبي لبلدان محددة. و إضافة إلى ذلك تقوم بعض الدول غير التابعة للاتحاد الأوروبي بإجراء مسوحات متشابهة للغاية على غرار هذه المنهجية. ومن بين هذه الدول كندا وأستراليا ونيوزيلندا وجنوب أفريقيا.

## روابط خارجية
- شرح الإحصاءات - إحصائيات الابتكار (الاتحاد الأوروبي)
- العلوم والتكنولوجيا والابتكار في أوروبا، المكتب الإحصائي للاتحاد الأوروبي
- مجتمع الابتكار مسح EUROSTAT قاعدة بيانات على الإنترنت
- الدراسات التجريبية ومسح الابتكار المجتمعي (CIS)
- لوحة الابتكار الأوروبية (EIS)
- ملخص نتائج الاتحاد الأوروبي على نطاق واسع من CIS4
- أوروبا 2020 : إستراتيجية اقتصادية جديدة
- مجلس لشبونة - جعل أوروبا مناسبة للمستقبل
- The OECD Innovation - الكتب والأوراق والمقالات والروابط